# His Majesty at the Swamp
His Majesty At The Swamp – pierwsza oficjalna płyta greckiego zespołu black metalowego Varathron, wydana przez wytwórnię Cyber Music 20 sierpnia 1993 roku.

## Lista utworów
1. His Majesty At The Swamp
2. Son Of The Moon (act II)
3. Unholy Funeral
4. Lustful Father
5. The Nightly Kingdoms
6. Flowers Of My Youth
7. The River Of Souls
8. The Tressrising Of Nyarlathotep (act I)

## Twórcy
- Necroabyssious - śpiew
- Mutilator - gitara basowa
- Necroslaughter - gitara
- Wolfen - perkusja